# Kiurunlampi
Kiurunlampi är en sjö i kommunen Kontiolax i landskapet Norra Karelen i Finland. Den är 2,9 meter djup. Arean är 40 hektar och strandlinjen är 2,96 kilometer lång. Sjön  ingår i Vuoksens huvudavrinningsområde.   Den ligger omkring 21 kilometer nordöst om Joensuu och omkring 390 kilometer nordöst om Helsingfors. 